# Obligation de guerre

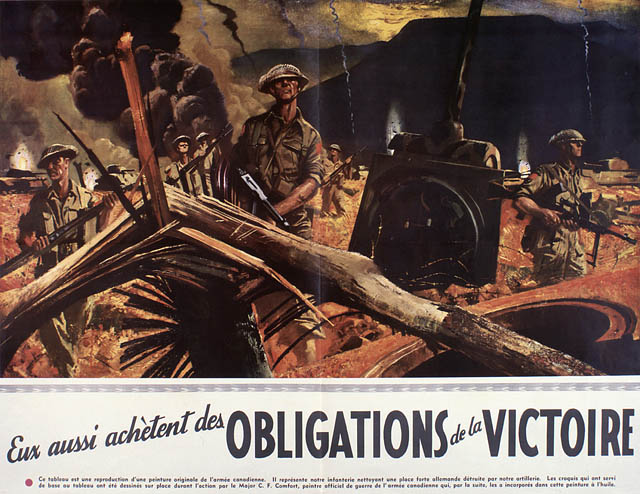
Affiche canadienne incitant à l'achat d'obligations de guerre (vers 1943).

Les obligations de guerre sont des titres de créance obligataires émis par un État dans le but de se financer en temps de guerre.

## Objectif
Les obligations de guerre permettent à un État de capter l'épargne nationale afin de l'orienter dans le sens de l'effort de guerre durant un conflit armé. L'achat de ces obligations repose sur l'esprit patriotique des épargnants, car leur rendement est généralement inférieur à la valeur du marché.

## Modalités
Les appels pour acheter des obligations de guerre sont souvent accompagnés d'appels au patriotisme et à la conscience des citoyens. 

## Histoire
Des obligations de guerre sont émises en France après la guerre franco-allemande de 1870, qui contraint le pays à payer plusieurs milliards à l'Allemagne.
Ces obligations furent massivement utilisées lors des guerres mondiales. La France a recours aux grands emprunts nationaux. Le Trésor de Sa Majesté fait voter en 1914 le Government War Obligations Act afin d'émettre des obligations en vue de la Première Guerre mondiale. Le gouvernement fédéral des États-Unis lève des sommes importantes grâce à ses U.S. War Bonds.